# Casa de Vidro
A Casa de Vidro foi projetada pela arquiteta italiana Lina Bo Bardi, e construída entre os anos de 1950 e 1951, na região do Morumbi, na cidade de São Paulo. O lugar escolhido para abrigar o monumento foi um loteamento da Fazenda de Chá Muller Carioba. Foi a primeira casa construída no chamado Jardim Morumbi.
Inicialmente, a casa foi construída para ser habitada por Lina e seu marido, o também italiano Pietro Maria Bardi. O casal residiu na Casa de Vidro por mais de quarenta anos. A arquiteta faleceu em 1992, enquanto seu esposo morreu sete anos depois, em 1999.
A Casa de Vidro é um patrimônio tombado pelo Condephaat, desde 1987. Há vinte e um anos, o local é também a sede do Instituto Lina Bo bardi e Pietro Maria Bardi, abrigando parte das obras e coleções do casal.
Atualmente, o Instituto promove diferentes atividades no espaço, como: exposições, vídeos, palestras, publicações para pesquisa, encontros e visitas.

## História
A Casa de Vidro, inicialmente, foi construída com intuito residencial. Lina Bo bardi e Pietro Maria Bardi vieram ao Brasil após a Segunda Guerra Mundial, chegando ao país em 1946. A arquiteta teve como primeiro trabalho em terras brasileiras justamente o monumento histórico, em obra concluída em 1951. O endereço do local é a Rua General Almério de Moura, 200, no Morumbi.
O nome Casa de Vidro foi dado por conta da grande fachada de vidro, facilmente observada por quem passa pelo local. Além da arquitetura imponente, o monumento abriga também um grande jardim, com cerca sete mil metros quadrados (7 000m²). Os elementos naturais sempre foram muito valorizados pelo casal. Inclusive, boa parte da vegetação foi plantada pela própria Lina Bo Bardi. Com o tempo, foi formada uma trilha no jardim da residência.

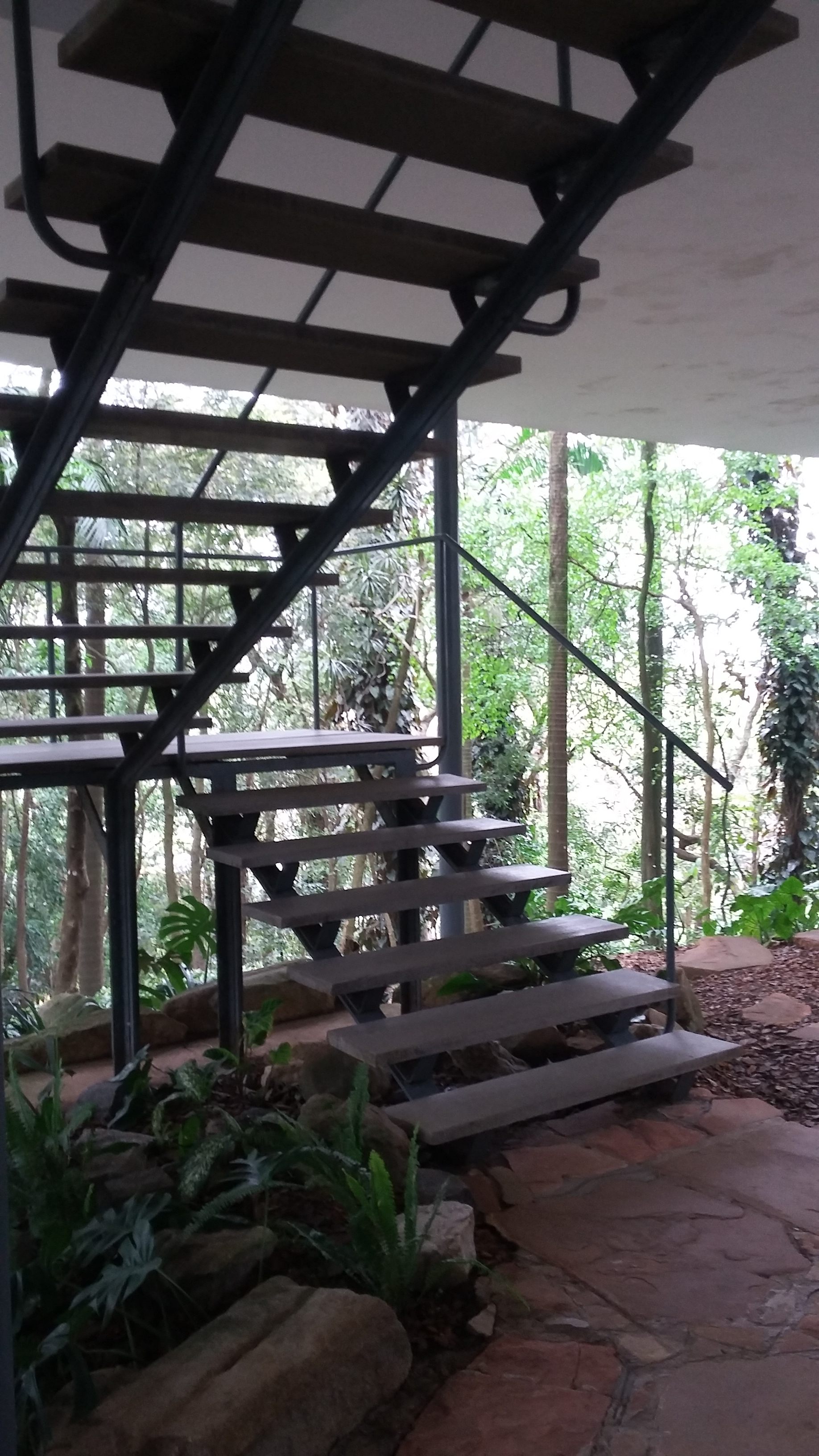
Escada que dá acesso ao monumento

Além do aspecto arquitetônico, a Casa de Vidro tornou-se também um ponto de encontro entre intelectuais, além do casal que a habitava. As discussões não eram apenas sobre arquitetura, mas ainda sobre temas relevantes da sociedade brasileira, como a cultura e as ideologias. Um dos nomes que se reuniam na residência de Lina e Pietro era o cineasta Glauber Rocha.
Nos dias atuais, o local abriga a sede do Instituto Lina Bo Bardi e Pietro Mari Bardi, na busca por manter vivo o legado do casal, mesmo após vinte e seis anos da morte da arquiteta e vinte e um do falecimento de Pietro.

## Características Arquitetônicas
A intenção inicial de Lina Bo Bardi foi respeitar as características naturais do terreno onde projetou a Casa. Assim, a parte de trás da construção ficou apoiada em muros de concreto. A localidade em que o monumento foi erguido é marcado por uma extensa área de Mata Atlântica.
Uma das influências da italiana no momento de projetar o local foi o arquiteto franco-suíço Le Corbusier. Misturas entre transparência e opacidade, por exemplo, são marcas que ligam a Casa de Vidro aos ideias de um dos principais nomes da arquitetura.
Outra característica da Casa de Vidro é a ligação com a natureza. O vasto jardim, além do fato de a construção transparente permitir a observação do mundo externo. Lina e Pietro Bardi gostavam de ver o nascer e o pôr do sol, além de chuvas, a lua, e outros elementos naturais.

## Acervo
O acervo da Casa de Vidro, dos residentes Lina Bo e Pietro Maria Bardi, tem como ideia central a cultura brasileira. O respeito e a adoração das pessoas a favor do povo brasileiro, representando uma lembrança importante da historia brasileira.
Os primeiros resistentes possuem arquivos documentados, para a recordação da importante fase, que estão formatadas em fotografias, textos, anotações pessoais, cadernos, objetos de arte popular da época e etc. No site do instituto possui o acervo de desenho, onde esta digitalizados as principais obras para que todos os públicos que adquirem interesse tenham acesso. Ademais, no acervo também é encontrado uma biblioteca, com livros de arquitetura, arte, design, vinculados aos fundadores da casa de vidro. Além disso publicações contemporâneas do casal Bardi. O acesso ao acervo é feito por estudantes que possuem interesse em descobrir mais informações de Lina Bo e Pietro Maria Barcadi.

## Estado Atual
A Casa de Vidro foi tombada em 1987, pelo Condephaat. O motivo de transformar o local em monumento histórico foi a singularidade do projeto, tanto no aspecto arquitetônico, como também paisagístico. Além disso, a existência de um vasto acervo de obras também contribuiu para a decisão de proteger a Casa.
Segundo a ficha de identificação, o uso atual da Casa de Vidro se dá para educação e pesquisa. O Instituto Lina Bo e P.M Bardi busca manter o acervo e a cultura promovidos pelo casal, no local, quando ainda eram vivos.

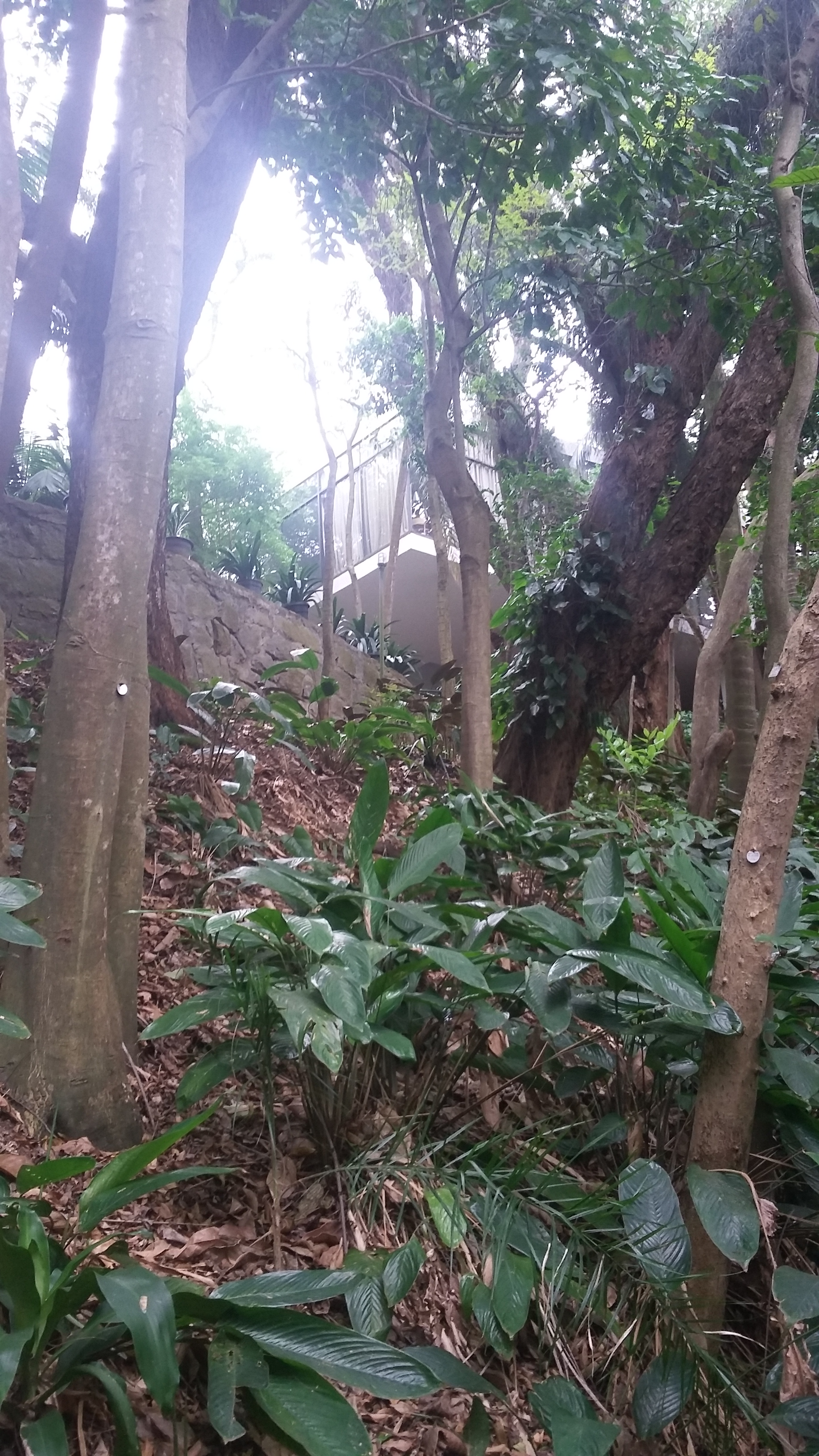
Natureza e arquitetura se misturam na Casa de Vidro

O processo de tombamento do local tem noventa e oito páginas digitalizadas e conta com diversos documentos. Na parte em que cita os motivos para transformar a Casa em um monumento tombado, são listados o fato de ter sido a primeira construção do Jardim Morumby, em uma área que abrigava uma grande variedade de fauna e flora.
Além disso, também é citado a beleza do local e a simbologia, por ser um exemplo de lembrança das características antigas da cidade de São Paulo, com muitas áreas verdes e variedade de fauna.

## Galeria

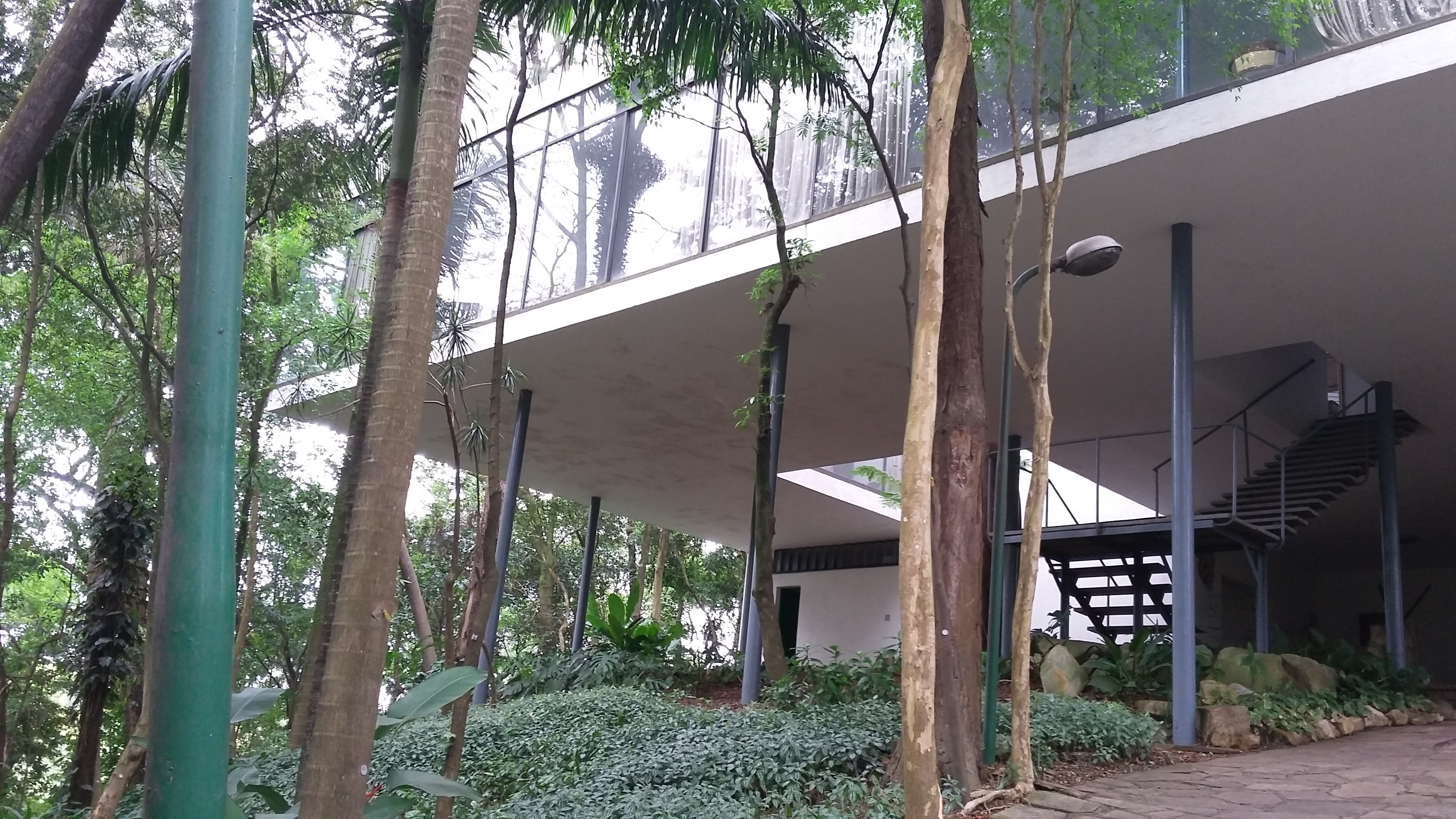
Vegetação densa faz parte do visual da Casa de Vidro
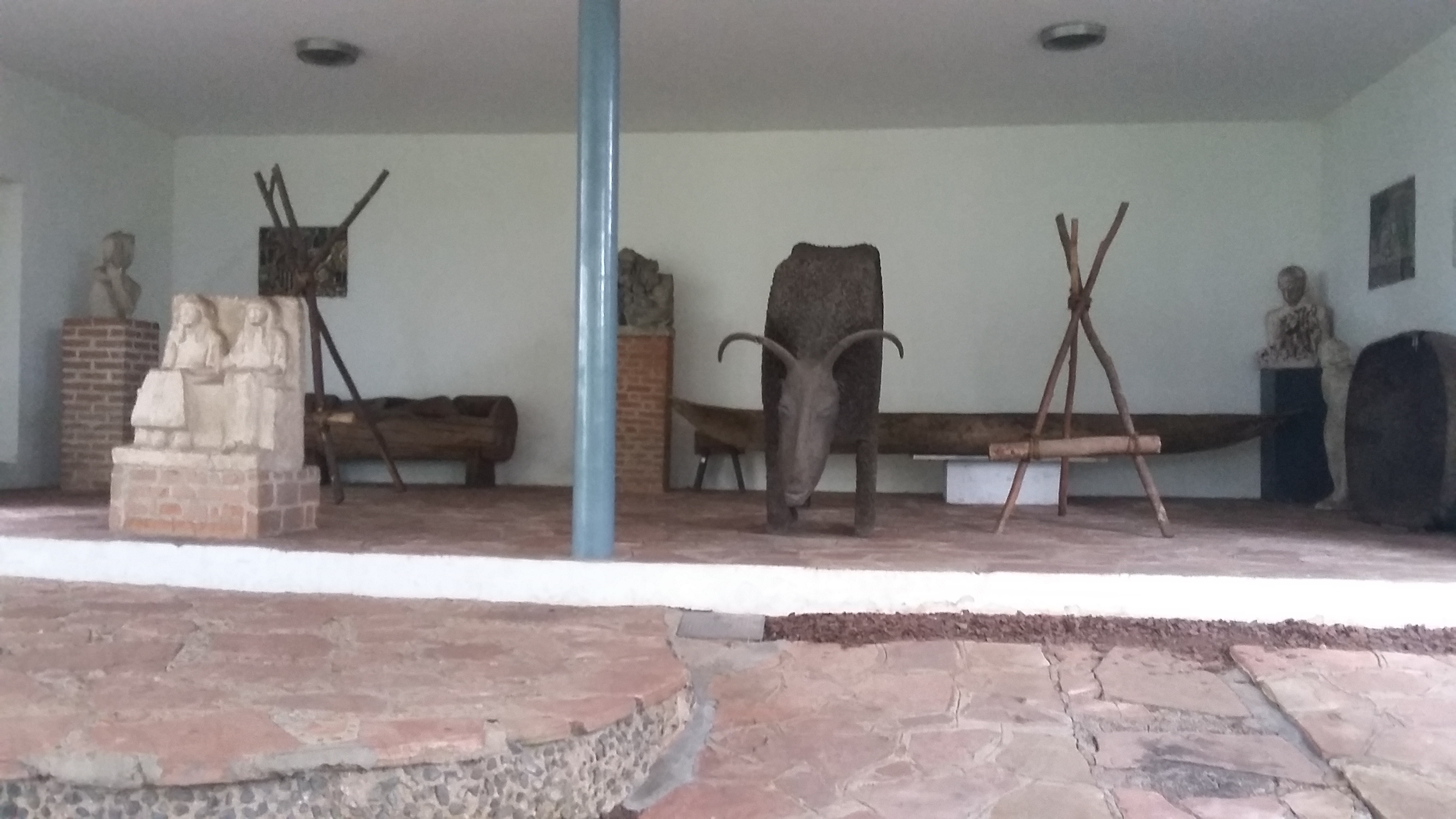
Obras de arte são guardadas no local
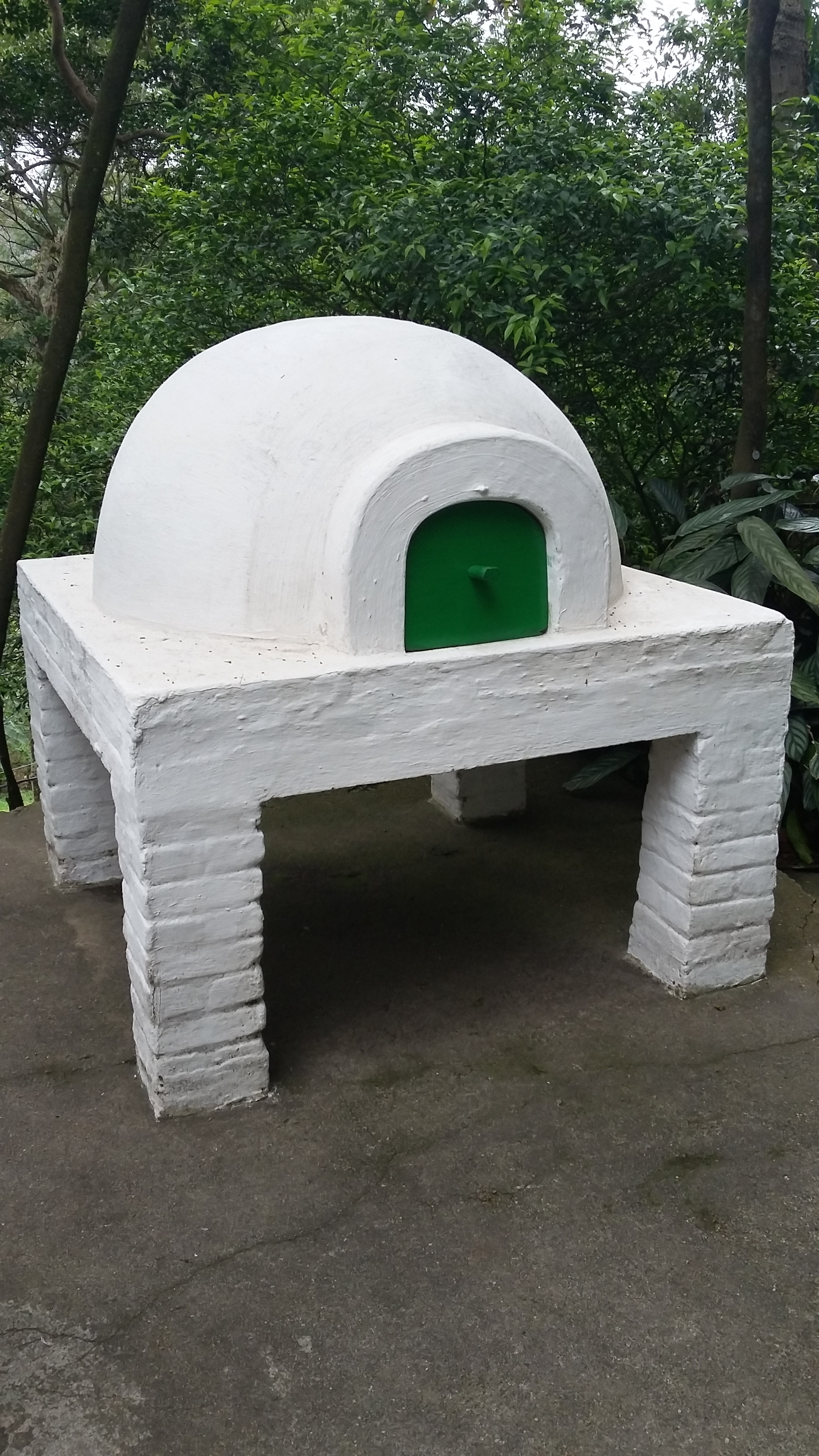
Forno que se localiza no fundo da Casa
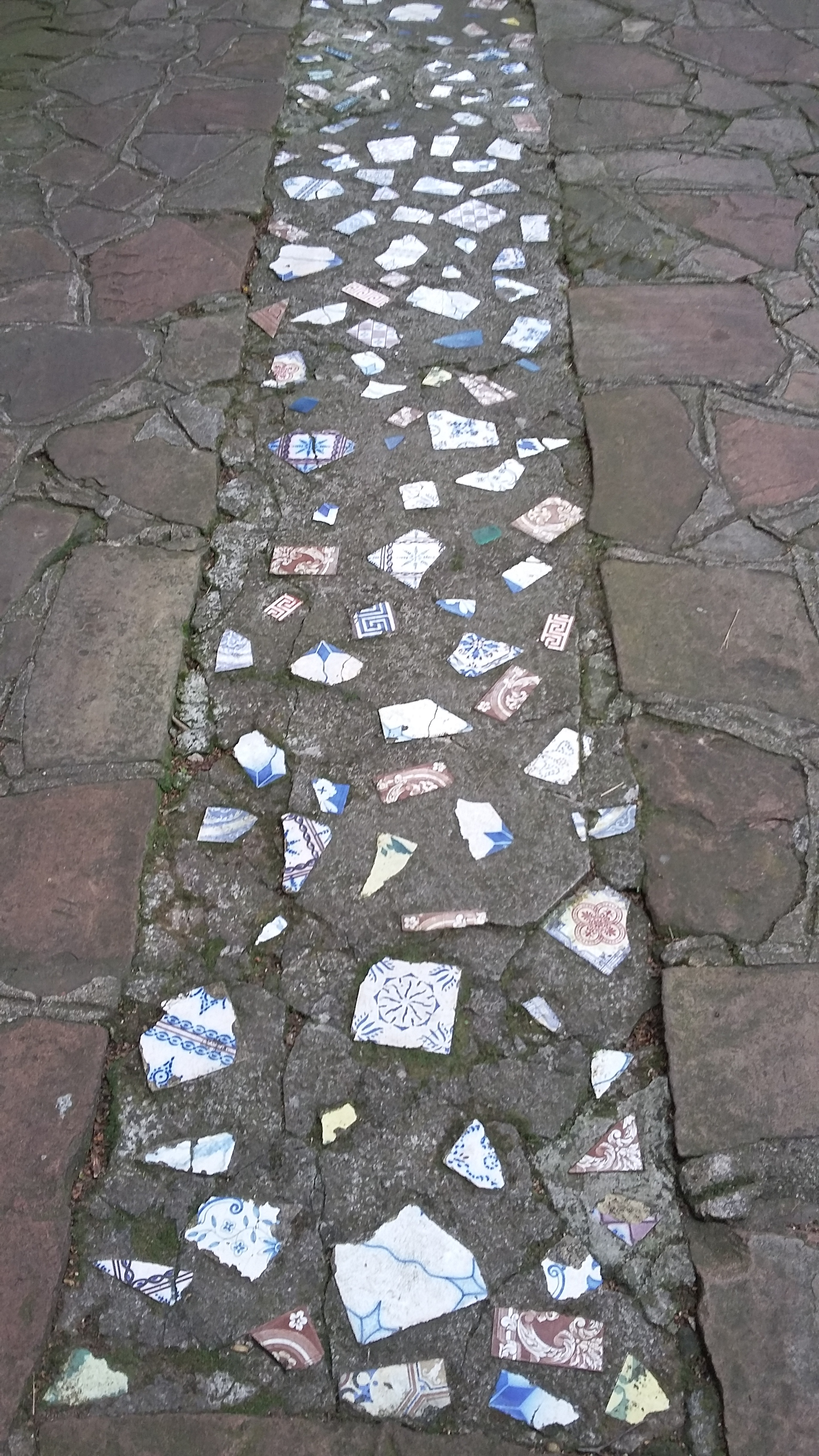
Caminho que leva à Casa tem detalhes no chão
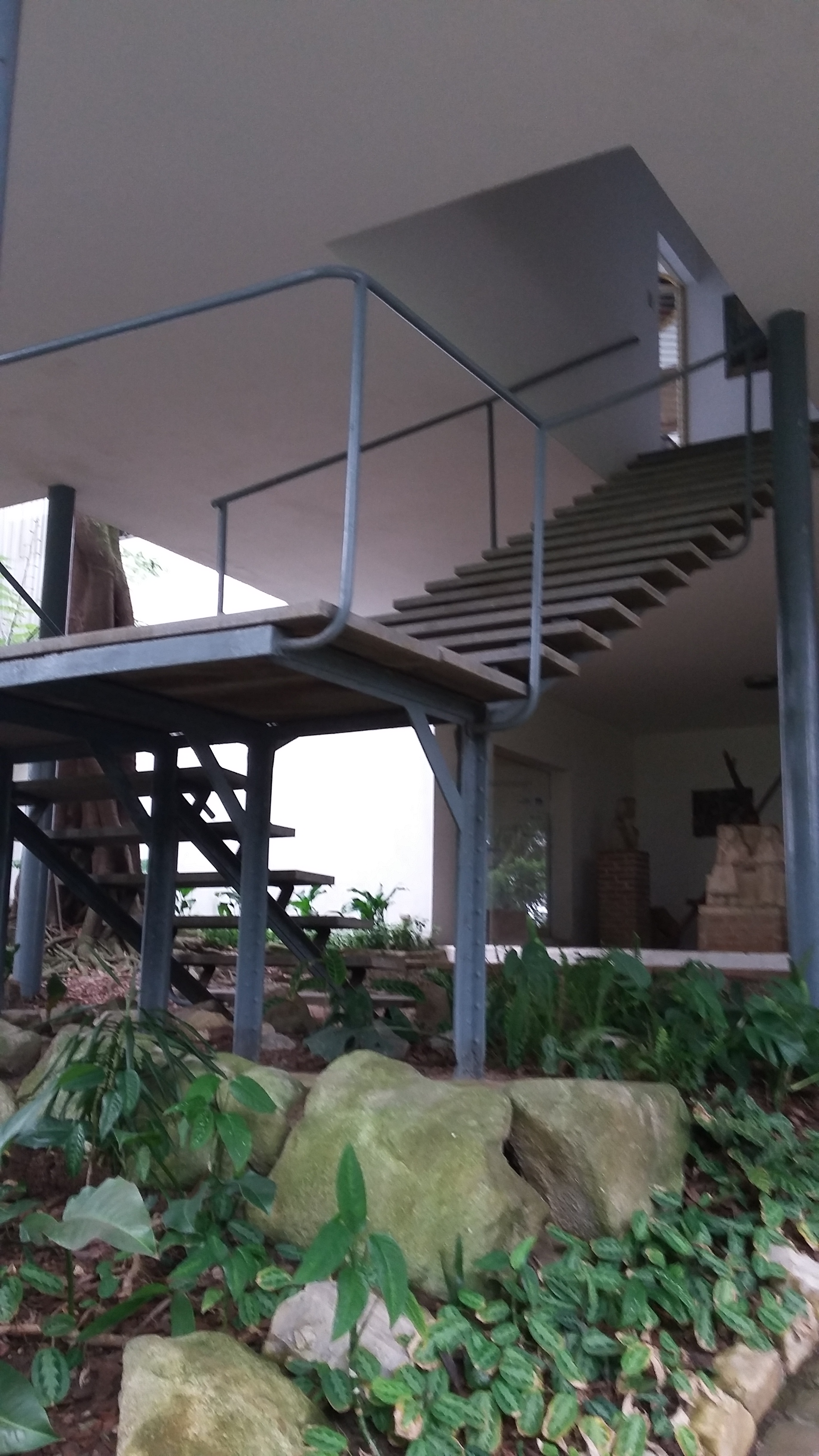
Escada que dá acesso ao local